# Martînivka, Berdîciv
Martînivka (în ucraineană Мартинівка) este un sat în comuna Raihorodok din raionul Berdîciv, regiunea Jîtomîr, Ucraina.
Localitatea face parte din regiunea istorică Volânia, iar după tratatul de pace de la Riga din 1921 a devenit parte a Uniunii Sovietice.

## Demografie
Componența lingvistică a localității Martînivka
     Ucraineană (99,3%)
     Alte limbi (0,7%)
Conform recensământului din 2001, majoritatea populației localității Martînivka era vorbitoare de ucraineană (99,3%), existând în minoritate și vorbitori de alte limbi.